# Layardspitssnuitdolfijn
De Layardspitssnuitdolfijn of Layarddolfijn (Mesoplodon layardii) is een walvisachtige uit de familie der spitssnuitdolfijnen (Ziphiidae).

## Kenmerken
De Layardspitssnuitdolfijn is een slanke, middelgrote walvisachtige met een lange snuit, een middelgrote meloen, kleine borstvinnen, een kleine, driehoekige rugvin en een brede staart. Hij is overwegend donkerbruin-grijs tot zwart van kleur. Een grijskleurig gebied loopt van de meloen tot bijna bij de rugvin en met uitlopers naar de borstvinnen. De voorste helft van de bek, de keel, de borst en het gebied rond de genitaliën zijn wit van kleur.
Het volwassen mannetje is duidelijk te onderscheiden van andere spitssnuitdolfijnen door de twee lange, op slagtanden lijkende tanden die aan beide kanten van de onderkaak uitsteken en over de bek naar elkaar toe krullen, waardoor deze slechts enkele centimeters geopend kan worden. Deze twee tanden zijn ongeveer zes centimeter breed en kunnen meer dan 30 centimeter lang worden. Bij oudere dieren zijn de tanden zelfs zo lang dat ze elkaar raken. Bij vrouwtjes zijn de tanden enkel rudimentair aanwezig.
De soort wordt 5 tot 6,2 meter lang en 1,5 tot 3,4 ton zwaar. Het is daarmee een van de grotere soorten spitssnuitdolfijnen. Vrouwtjes worden groter dan mannetjes: mannetjes worden maximaal 5,8 meter lang, vrouwtjes meer dan 6 meter. Een pasgeboren jong is ongeveer 220 centimeter lang.

## Verspreiding en leefgebied
De Layardspitssnuitdolfijn leeft enkel op het Zuidelijk Halfrond, in de gematigd koude, diepe zeeën tussen de 30° en 65° zuiderbreedte. De Layardspitssnuitdolfijn wordt soms op open zee aangetroffen, maar is voornamelijk bekend van strandingen. Strandingen hebben onder andere plaatsgevonden langs de kusten van Chili, Argentinië (o.a. Chubut, Vuurland), de Falklandeilanden, zuidelijk Afrika, Australië en Nieuw-Zeeland.

## Leefwijze
Net als de meeste andere spitssnuitdolfijnen leeft de Layardspitssnuitdolfijn voornamelijk van inktvissen, waaronder enkele diepzeesoorten. Ook mannetjes, die hun bek slechts enkele centimeters kunnen openen, eten inktvissen. Waarschijnlijk zuigt het mannetje de inktvissen op uit spleten in de diepzeeravijnen. Sommige wetenschappers denken dat de soort met de tanden de inktvissen naar de bek kan geleiden. Mogelijk hebben de tanden ook een functie bij de voortplanting. Vrouwtjes zouden het gebruiken om de gezondste of sterkste mannetjes te kunnen selecteren.